# Nekrolog Dezember 2008
Nekrolog
◄◄
| ◄
| 2004
| 2005
| 2006
| 2007
| 2008 | 2009 | 2010 | 2011 | 2012 | ► | ►►
Januar |
Februar |
März |
April |
Mai |
Juni |
Juli |
August |
September |
Oktober |
November |
Dezember 2008
Weitere Ereignisse | Allgemeiner Nekrolog 2008
Die Beschreibung der verstorbenen Person sollte so kurz wie möglich gehalten sein und nur deren signifikante Tätigkeit(en) enthalten.
Neue Namen ggf. auch unter dem Geburts- und Sterbedatum, also etwa unter 1. Januar und im Geburts- und Sterbejahr (2024) eintragen (nur bei entsprechender großer Wichtigkeit). Für Beispiele siehe die schon vorhandenen Artikel.
Außerdem über die fünf zuletzt Verstorbenen, zu denen es einen ausreichend guten Artikel für eine Präsentation auf der Hauptseite gibt, nach der todesbedingten Überarbeitung der Artikel ggf. auch unter Wikipedia Diskussion:Hauptseite informieren und sie am besten auch in den anderen Wikipedia-Sprachversionen eintragen. Tipp: Regelmäßig bei news.google.de nach „ist tot“, „gestorben“ oder „verstorben“ suchen.
Wenn eine Person gestorben ist, gibt es viele Seiten zu dieser Person in der Wikipedia, die davon auch betroffen sind und entsprechend aktualisiert werden müssen. Beispiele: Namenübersichtsseite, Geburtsjahr, Geburtsort-Seiten und viele mehr.
Wie finde ich die betroffenen Seiten?
Im Suchfeld auf der linken Seite gibt man den Suchbegriff so ein: „Vorname Nachname“. Dann klickt man auf Volltext und alle Seiten mit entsprechendem Suchtext werden aufgerufen. Hier sieht man dann schnell, wo auch das Todesjahr Sinn macht oder sogar ein Teil des Artikels angepasst werden muss. Auch hilft das „Werkzeug“ auf der linken Seite sehr gut, um solche Seiten aufzufinden: „Links auf diese Seite“. Somit ist die Wikipedia wieder aktuell in allen Bereichen! Hinweis: bei Eintragung der Kategorie „Gestorben JAHR“ wird der Missbrauchsfilter 49 ausgelöst, was jedoch nicht schlimm ist. Siehe: Spezial:Missbrauchsfilter/49
Dies ist eine Liste von im Dezember 2008 verstorbenen bekannten Persönlichkeiten. Die Einträge erfolgen innerhalb der einzelnen Daten alphabetisch sortiert. Tiere sind im Nekrolog für Tiere zu finden.

## Dezember
| Tag          | Name                                        | Beruf, bekannt als                                                                                              | Alter | Beleg |
| ------------ | ------------------------------------------- | --- | ----- | ----- |
| 1. Dezember  | Oskar Baumgarten                            | deutscher Agrarwissenschaftler und Hochschullehrer                                                              | 101   |       |
| 1. Dezember  | Klaus Kübel                                 | deutscher Jurist uni-jena.de                                                                                    | 67    |       |
| 1. Dezember  | Mikel Laboa                                 | baskischer Gitarrist und Liedermacher lavanguardia.es                                                           | 74    |       |
| 1. Dezember  | Raymond F. Lederer                          | US-amerikanischer Politiker                                                                                     | 70    |       |
| 1. Dezember  | Peter Maiwald                               | deutscher Schriftsteller web.archive.org                                                                        | 62    |       |
| 1. Dezember  | Hans Rahner                                 | österreichischer Komponist und Klaviervirtuose                                                                  | 103   |       |
| 1. Dezember  | Elmar Rümmele                               | österreichischer Politiker vbgv1.orf.at                                                                         | 81    |       |
| 1. Dezember  | Heinz Schäffer                              | österreichischer Jurist diepresse.com                                                                           | 67    |       |
| 1. Dezember  | Dorothy Sterling                            | US-amerikanische Autorin latimes.com                                                                            | 95    |       |
| 2. Dezember  | Malcolm Cooke                               | britischer Filmeditor in Film und Tonschnitt                                                                    | 79    |       |
| 2. Dezember  | Frank Crean                                 | australischer Politiker theaustralian.com.au                                                                    | 92    |       |
| 2. Dezember  | John Goode                                  | britisch-australischer Autor und Amateur-Herpetologe                                                            | 81    |       |
| 2. Dezember  | Renato de Grandis                           | italienischer Musikwissenschaftler und Komponist                                                                | 81    |       |
| 2. Dezember  | John Battiscombe Gunn                       | britischer Physiker physicstoday.scitation.org                                                                  | 80    |       |
| 2. Dezember  | Werner Guttentag                            | deutscher Verleger und Buchhändler                                                                              | 88    |       |
| 2. Dezember  | Werner Heintzsch                            | deutscher Schauspieler und Sänger                                                                               | 79    |       |
| 2. Dezember  | Odetta Holmes                               | US-amerikanische Sängerin nytimes.com                                                                           | 77    |       |
| 2. Dezember  | Günter Gerhard Lange                        | deutscher Typograf fontblog.de                                                                                  | 87    |       |
| 2. Dezember  | Pjotr Latyschew                             | russischer Politiker aktuell.ru                                                                                 | 60    |       |
| 2. Dezember  | Patrick Maitland, 17. Earl of Lauderdale    | britischer Politiker (Conservative Party), Mitglied des House of Commons                                        | 97    |       |
| 2. Dezember  | Robert A. Mayer                             | US-amerikanischer Museumsdirektor                                                                               |       |       |
| 2. Dezember  | Lisa Meyerlist                              | Schweizer Fotografin                                                                                            | 94    |       |
| 2. Dezember  | Henry Gustav Molaison                       | US-amerikanischer Patient                                                                                       | 82    |       |
| 2. Dezember  | Christoph Moser                             | österreichischer Musikproduzent archive.today                                                                   | 46    |       |
| 2. Dezember  | Guy Poitevin                                | französischer Fußballspieler und -trainer                                                                       | 81    |       |
| 2. Dezember  | Edward Samuel Rogers                        | kanadischer Unternehmer                                                                                         | 75    |       |
| 2. Dezember  | Aurel Vernescu                              | rumänischer Kanute realitatea.net                                                                               | 69    |       |
| 3. Dezember  | Yrjö Asikainen                              | finnischer Fußballspieler helsinkitimes.fi                                                                      | 80    |       |
| 3. Dezember  | Carlos Gutierrez                            | brasilianischer Mathematiker                                                                                    | 64    |       |
| 3. Dezember  | Germain Lefebvre                            | kanadischer Sänger                                                                                              | 83    |       |
| 3. Dezember  | Donald McKenzie                             | US-amerikanischer Schwimmer swimmingworldmagazine.com                                                           | 61    |       |
| 3. Dezember  | William Pierson                             | US-amerikanischer Kunsthistoriker nytimes.com                                                                   | 97    |       |
| 3. Dezember  | Günther Schwarberg                          | deutscher Journalist und Autor                                                                                  | 82    |       |
| 3. Dezember  | Oliver Selfridge                            | britischer Informatiker                                                                                         | 82    |       |
| 3. Dezember  | Derek Wadsworth                             | britischer Jazzposaunist, Arrangeur und Komponist von Filmmusik                                                 | 69    |       |
| 3. Dezember  | Alex W. Widmer                              | Schweizer Manager handelsblatt.com                                                                              | 52    |       |
| 3. Dezember  | Robert Zajonc                               | US-amerikanischer Sozialpsychologe nytimes.com                                                                  | 85    |       |
| 4. Dezember  | Forrest J Ackerman                          | US-amerikanischer Verleger latimes.com                                                                          | 92    |       |
| 4. Dezember  | Party Arty                                  | US-amerikanischer Rapper mtv.de                                                                                 | 29    |       |
| 4. Dezember  | Fritz Behrendt                              | deutsch-niederländischer Karikaturist                                                                           | 83    |       |
| 4. Dezember  | Umberto Bonsignori                          | italienischer Filmschaffender                                                                                   | 87    |       |
| 4. Dezember  | Ursula Burghardt                            | deutsche Künstlerin                                                                                             | 79    |       |
| 4. Dezember  | Wolf von Engelhardt                         | deutscher Geologe und Mineraloge                                                                                | 98    |       |
| 4. Dezember  | Oleg Jemeljanowitsch Kutafin                | russischer Jurist                                                                                               | 71    |       |
| 4. Dezember  | Marlyn Meltzer                              | US-amerikanische Mathematikerin und Informatikerin; Programmiererin des Computers ENIAC                         | 86    |       |
| 4. Dezember  | Eugen Menken                                | deutscher Amtsrichter                                                                                           | 79    |       |
| 4. Dezember  | Emilio Rossi                                | italienischer Journalist ansa.it                                                                                | 68    |       |
| 4. Dezember  | Irene Schnöll-Bitai                         | österreichische Chemikerin dieuniversitaet-online.at                                                            | 51    |       |
| 4. Dezember  | Willi Schulte                               | deutscher Zahnmediziner zahnaerzteblatt.de                                                                      | 80    |       |
| 4. Dezember  | Richard Van Allan                           | britischer Opernsänger telegraph.co.uk                                                                          | 73    |       |
| 5. Dezember  | Alexius II.                                 | Oberhaupt der Russisch-Orthodoxen Kirche lenta.ru                                                               | 79    |       |
| 5. Dezember  | George Brecht                               | US-amerikanischer Künstler sueddeutsche.de                                                                      | 82    |       |
| 5. Dezember  | Constantin Ticu Dumitrescu                  | rumänischer Politiker und Dissident nytimes.com                                                                 | 80    |       |
| 5. Dezember  | Nina Foch                                   | US-amerikanische Schauspielerin telegraaf.nl                                                                    | 84    |       |
| 5. Dezember  | Michael Ganal                               | deutscher Manager automobil-industrie.vogel.de                                                                  | 54    |       |
| 5. Dezember  | Joseph Martin Luther Gardner                | US-amerikanischer Mörder                                                                                        | 38    |       |
| 5. Dezember  | Beverly Garland                             | US-amerikanische Schauspielerin latimes.com                                                                     | 82    |       |
| 5. Dezember  | Sepp Graf                                   | österreichischer Sportjournalist wiev1.orf.at                                                                   | 87    |       |
| 5. Dezember  | Finnur Helmsdal                             | färöischer Politiker (Tjóðveldisflokkurin)                                                                      | 56    |       |
| 5. Dezember  | Horst-Eberhard Henke                        | deutscher Rechtswissenschaftler jura.uni-kiel.de                                                                | 81    |       |
| 5. Dezember  | Katō Shūichi                                | japanischer Mediziner und Literaturwissenschaftler                                                              | 89    |       |
| 5. Dezember  | Bernd Niestroj                              | deutscher Fernsehjournalist                                                                                     | 62    |       |
| 5. Dezember  | Anca Parghel                                | rumänische Jazz-Sängerin derstandard.at                                                                         | 51    |       |
| 5. Dezember  | Rudolf Peters                               | deutscher Bergsteiger und Bergführer                                                                            | 95    |       |
| 5. Dezember  | Boleslaw Tempowski                          | französischer Fußballspieler francefootball.fr                                                                  | 87    |       |
| 5. Dezember  | Albert Weber                                | deutscher Politiker starweb.hessen.de                                                                           | 89    |       |
| 6. Dezember  | Gisela Bottesch                             | deutsche Künstlerin siebenbuerger.de                                                                            | 76    |       |
| 6. Dezember  | Sunny von Bülow                             | US-amerikanische Millionenerbin archive.today                                                                   | 76    |       |
| 6. Dezember  | David Gottlieb                              | israelischer Mathematiker                                                                                       | 64    |       |
| 6. Dezember  | Piotr Janowski                              | polnischer Geiger                                                                                               | 57    |       |
| 6. Dezember  | Gérard Lauzier                              | französischer Satiriker, Comiczeichner und Regisseur                                                            | 76    |       |
| 6. Dezember  | Karl Manzke                                 | deutscher lutherischer Theologe                                                                                 | 80    |       |
| 6. Dezember  | Hans Möller                                 | deutscher Politiker (NDPD)                                                                                      | 82    |       |
| 6. Dezember  | Paul Niculescu-Mizil                        | rumänischer Politiker libertatea.ro                                                                             | 85    |       |
| 6. Dezember  | Lloyd E. Ohlin                              | US-amerikanischer Soziologe und Kriminologe                                                                     | 90    |       |
| 6. Dezember  | Alberto Poli                                | französischer Fußballspieler                                                                                    | 63    |       |
| 6. Dezember  | Adelberta Reinhart                          | deutsche Ordensfrau, Generaloberin der Mariannhiller Missionsschwestern                                         | 91    |       |
| 6. Dezember  | Iwan Semedi                                 | Altbischof der Eparchie Mukatschewe, Ukraine catholic-hierarchy.org                                             | 87    |       |
| 6. Dezember  | Vasile Tătar                                | rumänischer Fußballspieler, -schiedsrichter und -funktionär hunedoreanul.ro                                     | 70    |       |
| 6. Dezember  | Hubert Walter                               | deutscher Anthropologe und Hochschullehrer                                                                      | 78    |       |
| 7. Dezember  | Rolando Boesso                              | italienischer Politiker und Unternehmer                                                                         | 88    |       |
| 7. Dezember  | Renate Fischer                              | deutsche Schauspielerin und Historikerin                                                                        | 78    |       |
| 7. Dezember  | Mary Elaine Gentemann                       | amerikanische Komponistin und Kirchenmusikerin                                                                  | 99    |       |
| 7. Dezember  | Bernward Josef Gottlieb                     | deutscher Arzt, SS-Sturmbannführer und Medizinhistoriker                                                        | 98    |       |
| 7. Dezember  | Jimmy Gourley                               | US-amerikanischer Jazzpianist radiocampusparis.org                                                              | 82    |       |
| 7. Dezember  | Jürgen Hebert                               | deutscher evangelisch-lutherischer Geistlicher, Autor und Herausgeber                                           | 75    |       |
| 7. Dezember  | George Kuzma                                | Altbischof der Eparchie Van Nuys, USA catholic-hierarchy.org                                                    | 83    |       |
| 7. Dezember  | François-Xavier Lalanne                     | französischer Bildhauer nytimes.com                                                                             | 81    |       |
| 7. Dezember  | Helmuth Misak                               | österreichischer Koch derstandard.at                                                                            | 76    |       |
| 7. Dezember  | James H. Pomerene                           | US-amerikanischer Computeringenieur                                                                             | 88    |       |
| 7. Dezember  | Bengt Robertson                             | schwedischer Mediziner rcpe.ac.uk                                                                               | 73    |       |
| 8. Dezember  | Manzoor Hussain Atif                        | pakistanischer Hockeyspieler, Olympiasieger 1960 sports.timesofindia.indiatimes.com                             | 80    |       |
| 8. Dezember  | Maurice Besset                              | französischer Kunsthistoriker                                                                                   |       |       |
| 8. Dezember  | Frank K. Edmondson                          | US-amerikanischer Astronom idsnews.com                                                                          | 96    |       |
| 8. Dezember  | Albert Eloy                                 | französischer Fußballspieler football365.fr                                                                     | 81    |       |
| 8. Dezember  | Hans-Georg Graichen                         | deutscher Konsul in Mali abendblatt.de                                                                          | 89    |       |
| 8. Dezember  | Bruno Himpkamp                              | deutscher Widerstandskämpfer gegen den Nationalsozialismus                                                      | 82    |       |
| 8. Dezember  | Peter Hodgson                               | britischer Kernphysiker                                                                                         | 80    |       |
| 8. Dezember  | Leone Mancini                               | italienischer Radio-Regisseur und Autor                                                                         | 87    |       |
| 8. Dezember  | Kerryn McCann                               | australische Leichtathletin illawarramercury.com.au                                                             | 41    |       |
| 8. Dezember  | Xavier Perrot                               | Schweizer Formel-1-Rennfahrer blick.ch                                                                          | 76    |       |
| 8. Dezember  | Robert Prosky                               | US-amerikanischer Schauspieler wtop.com                                                                         | 77    |       |
| 8. Dezember  | William Pullen                              | US-amerikanischer Schauspieler und Lehrer                                                                       | 91    |       |
| 8. Dezember  | František Sedláček                          | deutscher Architekt                                                                                             | 65    |       |
| 8. Dezember  | Hillary Waugh                               | US-amerikanischer Schriftsteller nytimes.com                                                                    | 88    |       |
| 8. Dezember  | Joseph Xu Zhixuan                           | Bischof von Wanzhou, China ucanews.com                                                                          | 92    |       |
| 9. Dezember  | Jonathan Bailey                             | britischer Theologe und Bischof von Derby thetimes.co.uk                                                        | 68    |       |
| 9. Dezember  | Jean Deuve                                  | französischer Nachrichtenoffizier, Historiker, Schriftsteller und Amateur-Herpetologe                           | 90    |       |
| 9. Dezember  | Mark Diesen                                 | US-amerikanischer Schachspieler theweekinchess.com                                                              | 51    |       |
| 9. Dezember  | Ibrahim Dossey                              | ghanaischer Fußballtorhüter romaniansoccer.ro                                                                   | 36    |       |
| 9. Dezember  | Kurt Eberhard                               | deutscher Psychologe                                                                                            | 70    |       |
| 9. Dezember  | James Fergason                              | US-amerikanischer Physiker und Erfinder lci.kent.edu                                                            | 74    |       |
| 9. Dezember  | Günter Gall                                 | deutscher Museumsleiter                                                                                         | 84    |       |
| 9. Dezember  | Juri Glaskow                                | sowjetischer Kosmonaut collectspace.com                                                                         | 69    |       |
| 9. Dezember  | Sigi Harreis                                | deutsche Moderatorin bunte.de                                                                                   | 71    |       |
| 9. Dezember  | Steven Isham                                | US-amerikanischer Musiker blogs.riverfronttimes.com                                                             | 56    |       |
| 9. Dezember  | Dražan Jerković                             | kroatischer Fußballspieler und Trainer kicker.de                                                                | 72    |       |
| 9. Dezember  | José María Larrauri Lafuente                | Altbischof von Vitoria, Spanien cope.es                                                                         | 90    |       |
| 9. Dezember  | Engelbert L’Hoëst                           | niederländischer Maler                                                                                          | 89    |       |
| 9. Dezember  | William Neff Patman                         | US-amerikanischer Politiker                                                                                     | 81    |       |
| 9. Dezember  | Herman Prigann                              | deutscher Landschaftskünstler                                                                                   | 66    |       |
| 9. Dezember  | Siegfried Schmalzriedt                      | deutscher Musikwissenschaftler                                                                                  | 67    |       |
| 9. Dezember  | George Turman                               | US-amerikanischer Politiker greatfallstribune.com                                                               | 80    |       |
| 9. Dezember  | Karl Ferdinand Werner                       | deutscher Historiker dhi-paris.fr                                                                               | 84    |       |
| 10. Dezember | Henning Christiansen                        | dänischer Komponist kunstmarkt.de                                                                               | 76    |       |
| 10. Dezember | Melek Diehl                                 | deutsche Schauspielerin                                                                                         | 31    |       |
| 10. Dezember | Vytautas Petkevičius                        | litauischer Schriftsteller und Politiker                                                                        | 78    |       |
| 10. Dezember | Georgia van der Rohe                        | deutsche Tänzerin, Schauspielerin und Regisseurin welt.de                                                       | 94    |       |
| 10. Dezember | Klaus Weiss                                 | deutscher Jazz-Schlagzeuger jazzzeitung.de                                                                      | 66    |       |
| 11. Dezember | Ali Alatas                                  | indonesischer Politiker thejakartapost.com                                                                      | 76    |       |
| 11. Dezember | Elie Amsini Kiswaya                         | Altbischof von Sakania-Kipushi, Kongo catholic-hierarchy.org                                                    | 80    |       |
| 11. Dezember | Mary Brück                                  | irische Astronomin, Astrophysikerin und Hochschullehrerin                                                       | 83    |       |
| 11. Dezember | Bettie Page                                 | US-amerikanisches Model abclocal.go.com                                                                         | 85    |       |
| 11. Dezember | Nikolaj Tschalamoff                         | deutscher Politiker (CDU), MdVK                                                                                 | 71    |       |
| 11. Dezember | Max Währen                                  | Schweizer Kulturhistoriker bielertagblatt.ch                                                                    | 89    |       |
| 12. Dezember | Ron Carey                                   | US-amerikanischer Gewerkschafter joc.com                                                                        | 72    |       |
| 12. Dezember | David Charteris, 12. Earl of Wemyss         | britischer Peer                                                                                                 | 96    |       |
| 12. Dezember | Örn Clausen                                 | isländischer Leichtathlet                                                                                       | 80    |       |
| 12. Dezember | Avery Kardinal Dulles                       | US-amerikanischer Theologe americamagazine.org                                                                  | 90    |       |
| 12. Dezember | Hannes Fabig                                | deutscher Bühnenbildner, Schauspieler, Regisseur und Maler                                                      | 69    |       |
| 12. Dezember | Daniel Carleton Gajdusek                    | US-amerikanischer Virologe, Nobelpreisträger 1976 nytimes.com                                                   | 85    |       |
| 12. Dezember | Sigitas Geda                                | litauischer Schriftsteller                                                                                      | 65    |       |
| 12. Dezember | Vasile Gorduz                               | rumänischer Bildhauer gandul.info                                                                               | 77    |       |
| 12. Dezember | Anjo Jacobs                                 | deutscher Künstler rp-online.de                                                                                 | 85    |       |
| 12. Dezember | Van Johnson                                 | US-amerikanischer Schauspieler delawareonline.com                                                               | 92    |       |
| 12. Dezember | Heinz Kapaun                                | österreichischer Politiker parlament.gv.at                                                                      | 79    |       |
| 12. Dezember | Prince Lasha                                | US-amerikanischer Jazzmusiker                                                                                   | 79    |       |
| 12. Dezember | Tassos Papadopoulos                         | zyprischer Politiker hurriyet.com.tr                                                                            | 74    |       |
| 12. Dezember | Maxim Paschajew                             | ukrainischer Fußballspieler football.uk.reuters.com                                                             | 20    |       |
| 13. Dezember | Doris Totten Chase                          | US-amerikanische Malerin, Bildhauerin, Videokünstlerin und Pädagogin                                            | 85    |       |
| 13. Dezember | Jean Coleman                                | australische Sprinterin                                                                                         | 90    |       |
| 13. Dezember | John Drake                                  | neuseeländischer Rugbyspieler news.theage.com.au                                                                | 49    |       |
| 13. Dezember | Maurice Meersman                            | belgischer Radrennfahrer                                                                                        | 86    |       |
| 13. Dezember | Dietmar Momm                                | deutscher Bildhauer pfarre-vicht.de                                                                             | 62    |       |
| 13. Dezember | Horst Tappert                               | deutscher Schauspieler bunte.de                                                                                 | 85    |       |
| 13. Dezember | Vaiva Radasta Vėbraitė                      | litauische Politikerin, Vize-Bildungsministerin                                                                 | 54    |       |
| 14. Dezember | Elisabeth Roloff                            | deutsche Dozentin für Kirchenmusik meinhardo.wordpress.com                                                      | 72    |       |
| 14. Dezember | Friedrich Wolf                              | österreichischer Chorleiter, Musikpädagoge und Komponist                                                        | 73    |       |
| 14. Dezember | Friedrich-Wilhelm Henning                   | deutscher Wirtschafts- und Sozialhistoriker hsozkult.geschichte.hu-berlin.de                                    | 77    |       |
| 14. Dezember | Georg Endress                               | Schweizer Unternehmer chemietechnik.de                                                                          | 84    |       |
| 14. Dezember | Gerd Lobin                                  | deutscher Journalist und Autor von Jugendbüchern                                                                | 83    |       |
| 14. Dezember | Henri-Géry Hers                             | belgischer Biochemiker                                                                                          | 85    |       |
| 14. Dezember | Herbert Zdarzil                             | österreichischer Pädagoge, der vor allem auf dem Gebiet der pädagogischen Anthropologie und der Andragogik t... | 80    |       |
| 14. Dezember | Ramón Barce                                 | spanischer Komponist derstandard.at                                                                             | 80    |       |
| 14. Dezember | Ricardo Infante                             | argentinischer Fußballspieler                                                                                   | 84    |       |
| 14. Dezember | Sayan Doksadao Muangcharoen                 | thailändischer Komödiant chainat.ch                                                                             | 48    |       |
| 15. Dezember | Joachim Dachsel                             | deutscher Pfarrer und Autor                                                                                     | 87    |       |
| 15. Dezember | André Greiner-Pol                           | deutscher Musiker jungewelt.de                                                                                  | 56    |       |
| 15. Dezember | Anghel Rugină                               | US-amerikanischer Ökonom rumänischer Abstammung evz.ro                                                          | 95    |       |
| 15. Dezember | Anne-Catharina Vestly                       | norwegische Kinderbuchautorin aftenposten.no                                                                    | 88    |       |
| 15. Dezember | Carlo Caracciolo                            | italienischer Medien-Unternehmer derstandard.at                                                                 | 83    |       |
| 15. Dezember | Davey Graham                                | britischer Musiker latimes.com                                                                                  | 68    |       |
| 15. Dezember | David L. Lieber                             | US-amerikanischer Rabbiner und Universitätspräsident latimes.com                                                | 83    |       |
| 15. Dezember | Eberhard Heyken                             | deutscher Diplomat                                                                                              | 73    |       |
| 15. Dezember | Fredo Raxon                                 | deutscher Zauberkünstler und Bühnentaschendieb                                                                  | 85    |       |
| 15. Dezember | Georg-Michael Wagner                        | deutscher Schauspieler                                                                                          | 84    |       |
| 15. Dezember | Gerhard Seebach                             | österreichischer Bauforscher und Denkmalpfleger                                                                 | 62    |       |
| 15. Dezember | Johann Karall                               | österreichischer Politiker bglv1.orf.at                                                                         | 74    |       |
| 15. Dezember | Josef Ulsamer                               | deutscher Musiker                                                                                               | 85    |       |
| 15. Dezember | León Febres Cordero                         | ecuadorianischer Politiker web.archive.org                                                                      | 77    |       |
| 15. Dezember | Walentin Alexandrowitsch Berlinski          | russischer Cellist, Mitglied des Borodin-Quartetts borodinquartet.com                                           | 83    |       |
| 16. Dezember | Evelyn Bonaci                               | maltesische Politikerin                                                                                         | 92    |       |
| 16. Dezember | Edwin Legarda                               | kolumbianischer Indigenen-Führer taz.de                                                                         | 28    |       |
| 16. Dezember | Eugen Cizek                                 | rumänischer Philologe und Literaturhistoriker cotidianul.ro                                                     | 76    |       |
| 16. Dezember | Fortunato Manca                             | italienischer Boxer                                                                                             | 73    |       |
| 16. Dezember | Gebhard Greiling                            | deutscher Generalarzt anzeigen-suchen.sueddeutsche.de                                                           | 98    |       |
| 16. Dezember | Harold Gramatges                            | kubanischer Orchesterleiter, Komponist und Pianist solvision.co.cu                                              | 90    |       |
| 16. Dezember | Julius Fast                                 | US-amerikanischer Autor nytimes.com                                                                             | 89    |       |
| 16. Dezember | Nikola Karaklajić                           | jugoslawischer Schachspieler theweekinchess.com                                                                 | 83    |       |
| 16. Dezember | Sam Bottoms                                 | US-amerikanischer Schauspieler latimes.com                                                                      | 53    |       |
| 16. Dezember | Waldemar Zorn                               | deutscher Politiker (CSU) und Landrat                                                                           | 70    |       |
| 17. Dezember | Dietrich Schulze                            | deutscher Pferdezüchter und Reitsportmäzen pferd-aktuell.de                                                     | 68    |       |
| 17. Dezember | Erich Graßl                                 | deutscher Allgemeinarzt und Psychologe aerzteblatt.de                                                           | 95    |       |
| 17. Dezember | Francisco Casavella                         | spanischer Schriftsteller elpais.com                                                                            | 45    |       |
| 17. Dezember | Freddy Breck                                | deutscher Schlagersänger web.archive.org                                                                        | 66    |       |
| 17. Dezember | Gustav Wendelberger                         | österreichischer Botaniker und Hochschulprofessor                                                               | 93    |       |
| 17. Dezember | Henry Ashby Turner                          | US-amerikanischer Historiker                                                                                    | 76    |       |
| 17. Dezember | Johan Carlzon                               | schwedischer Sänger burnyourears.de                                                                             | 32    |       |
| 17. Dezember | Sammy Baugh                                 | US-amerikanischer American-Football-Spieler und -Trainer                                                        | 94    |       |
| 17. Dezember | Willoughby Sharp                            | US-amerikanischer Künstler nytimes.com                                                                          | 72    |       |
| 17. Dezember | Max Wiederkehr                              | Schweizer Plastiker, Objektkünstler, Zeichner, Maler, Designer und Innenarchitekt                               | 73    |       |
| 18. Dezember | Anneliese Langenbach                        | deutsche Keramikerin und Bildhauerin                                                                            | 82    |       |
| 18. Dezember | Claus Grimm                                 | deutscher Jurist, Vizepräsident des Bundesfinanzhofs lifepr.de                                                  | 85    |       |
| 18. Dezember | Conor Cruise O’Brien                        | irischer Politiker und Journalist oireachtas.ie                                                                 | 91    |       |
| 18. Dezember | Hermann von Loewenich                       | deutscher evangelischer Landesbischof von Bayern bayern-evangelisch.de                                          | 77    |       |
| 18. Dezember | Ivan Rabuzin                                | jugoslawischer bzw. kroatischer Maler vecernji.hr                                                               | 87    |       |
| 18. Dezember | Jack Douglas                                | britischer Schauspieler                                                                                         | 81    |       |
| 18. Dezember | John Costelloe                              | US-amerikanischer Schauspieler spiegel.de                                                                       | 47    |       |
| 18. Dezember | Karl Piska                                  | österreichischer Verfassungsrichter ogh.gv.at                                                                   | 80    |       |
| 18. Dezember | Majel Barrett                               | US-amerikanische Schauspielerin nbclosangeles.com                                                               | 76    |       |
| 18. Dezember | Mark Felt                                   | US-amerikanischer FBI-Agent („Deep Throat“) nytimes.com                                                         | 95    |       |
| 18. Dezember | Robert Jonquet                              | französischer Fußballspieler und -trainer lexpress.fr                                                           | 83    |       |
| 18. Dezember | Werner Bautz                                | deutscher Mediziner                                                                                             | 59    |       |
| 18. Dezember | Hans Steiner                                | österreichischer Pädagoge und Politiker                                                                         | 87    |       |
| 19. Dezember | Armin Mehling                               | deutscher Apotheker und Maler                                                                                   | 84    |       |
| 19. Dezember | Bernard Crick                               | britischer Autor telegraph.co.uk                                                                                | 79    |       |
| 19. Dezember | Carol Chomsky                               | US-amerikanische Linguistin berlinerliteraturkritik.de                                                          | 78    |       |
| 19. Dezember | Heinrich Georg                              | deutscher Unternehmer                                                                                           | 90    |       |
| 19. Dezember | Ilppo Simo Louhivaara                       | finnischer Mathematiker und Universitätsrektor ksml.fi                                                          | 82    |       |
| 19. Dezember | Kenn Cox                                    | US-amerikanischer Jazzmusiker, Hochschullehrer und Komponist                                                    | 68    |       |
| 19. Dezember | Klaus Dudenhöfer                            | deutscher Filmeditor                                                                                            | 84    |       |
| 19. Dezember | Page Cavanaugh                              | US-amerikanischer Jazzmusiker nytimes.com                                                                       | 86    |       |
| 19. Dezember | Pierre Mendell                              | deutsch-amerikanischer Grafikdesigner                                                                           | 79    |       |
| 19. Dezember | Renate Apitz                                | deutsche Schriftstellerin                                                                                       | 69    |       |
| 19. Dezember | Sam Tingle                                  | Formel-1-Rennfahrer aus Südrhodesien, dem heutigen Simbabwe                                                     | 87    |       |
| 19. Dezember | Tana Schanzara                              | deutsche Schauspielerin www1.wdr.de                                                                             | 83    |       |
| 19. Dezember | Hans Schliack                               | deutscher Arzt                                                                                                  | 89    |       |
| 20. Dezember | Adrian Mitchell                             | englischer Schriftsteller                                                                                       | 76    |       |
| 20. Dezember | Albin Planinec                              | slowenischer Schachgroßmeister theweekinchess.com                                                               | 64    |       |
| 20. Dezember | Claus Heinrich Meyer                        | deutscher Journalist und Redakteur                                                                              | 77    |       |
| 20. Dezember | Friedrich Beck                              | deutscher Physiker                                                                                              | 81    |       |
| 20. Dezember | Michael Browne                              | irischer Politiker                                                                                              | 78    |       |
| 20. Dezember | Gabriel Larraín Valdivieso                  | Alt-Weihbischof im Erzbistum Santiago de Chile catholic-hierarchy.org                                           | 83    |       |
| 20. Dezember | Gordan Čačić                                | kroatischer General und Politiker volksgruppenv1.orf.at                                                         | 47    |       |
| 20. Dezember | Hans Joachim Fröhlich                       | deutscher Forstwissenschaftler und Naturschützer wiesbadener-tagblatt.rheinmainclick.de                         | 85    |       |
| 20. Dezember | Hugo Mann                                   | deutscher Unternehmer moebelkultur.de                                                                           | 95    |       |
| 20. Dezember | Jack D. Kuehler                             | US-amerikanischer Manager nytimes.com                                                                           | 76    |       |
| 20. Dezember | Joseph Conombo                              | burkinischer Politiker fasozine.com                                                                             | 91    |       |
| 20. Dezember | Manfred Maussner                            | deutscher Kunstmaler maussner.kultur-oa.de                                                                      | 70    |       |
| 20. Dezember | Olga Lepeschinskaja                         | russische Ballerina news.bbc.co.uk                                                                              | 92    |       |
| 20. Dezember | Robert Mulligan                             | US-amerikanischer Filmregisseur chicagotribune.com                                                              | 83    |       |
| 20. Dezember | Samuele Bacchiocchi                         | italienischer Kirchenhistoriker advent-verlag.de                                                                | 70    |       |
| 20. Dezember | Ullrich Bewersdorff                         | deutscher Maler und Grafiker                                                                                    | 88    |       |
| 20. Dezember | Fritz Jahoda                                | österreichisch-US-amerikanischer Pianist und Dirigent                                                           | 99    |       |
| 20. Dezember | Igor Trubezkoi                              | französischer Sportler russischer Abstammung                                                                    | 96    |       |
| 21. Dezember | Dale Wasserman                              | US-amerikanischer Schriftsteller nytimes.com                                                                    | 91    |       |
| 21. Dezember | Emil Scheibe                                | deutscher Maler des existenziellen Realismus                                                                    | 94    |       |
| 21. Dezember | Klaus Priester                              | deutscher Medizinsoziologe                                                                                      | 55    |       |
| 21. Dezember | Raluca Zamfirescu                           | rumänische Schauspielerin mediafax.ro                                                                           | 84    |       |
| 21. Dezember | Robert Wagner                               | österreichischer Dirigent und Komponist                                                                         | 93    |       |
| 22. Dezember | Asakuma Yoshirō                             | japanischer Hochspringer                                                                                        | 94    |       |
| 22. Dezember | Alfred Lücker                               | deutscher Hockeyspieler                                                                                         | 77    |       |
| 22. Dezember | Anand Babla                                 | fidschianischer Politiker fijivillage.com                                                                       | 53    |       |
| 22. Dezember | Carmo de Souza                              | brasilianischer Basketballspieler oglobo.globo.com                                                              | 68    |       |
| 22. Dezember | Ezequiel de León Domínguez                  | spanischer Bildhauer und Restaurator                                                                            | 82    |       |
| 22. Dezember | Franz Jung                                  | Schweizer Politiker zisch.ch                                                                                    | 68    |       |
| 22. Dezember | Heinz Griesbach                             | deutscher Mitarbeiter des Goethe-Instituts und Lehrbuchautor                                                    | 90    |       |
| 22. Dezember | Guy Warren                                  | ghanaischer Jazz-Perkussionist                                                                                  | 85    |       |
| 22. Dezember | Hugh Myers                                  | US-amerikanischer Schachspieler und Eröffnungstheoretiker qctimes.com                                           | 78    |       |
| 22. Dezember | Karl Kisslinger                             | deutscher Politiker (SPD), MdB                                                                                  | 82    |       |
| 22. Dezember | Kwan Hi Lim                                 | US-amerikanischer Schauspieler und Rechtsanwalt                                                                 | 86    |       |
| 22. Dezember | Lansana Conté                               | Präsident von Guinea seattlepi.nwsource.com                                                                     | 74    |       |
| 22. Dezember | Octavian Dimofte                            | rumänischer Volleyballspieler, -trainer und -funktionär mediafax.ro                                             | 58    |       |
| 22. Dezember | Peter Köll                                  | deutscher Chemiker uni-oldenburg.de                                                                             | 67    |       |
| 22. Dezember | Peter Steiner                               | deutscher Schauspieler n-tv.de                                                                                  | 81    |       |
| 23. Dezember | Adolf Blasek                                | deutscher Politiker (SPD), MdA                                                                                  | 89    |       |
| 23. Dezember | Clint Ballard Jr.                           | US-amerikanischer Songwriter nytimes.com                                                                        | 77    |       |
| 23. Dezember | Monty Waters                                | US-amerikanischer Jazzsaxophonist                                                                               | 70    |       |
| 23. Dezember | Narciso Bernardo                            | philippinischer Basketballspieler gmanews.tv                                                                    | 71    |       |
| 23. Dezember | Rafael Abella                               | spanischer Schriftsteller lavanguardia.es                                                                       | 91    |       |
| 23. Dezember | Robert Gibson                               | britischer Geotechniker                                                                                         | 80    |       |
| 23. Dezember | Ronald Unsworth                             | britischer Leichtathlet                                                                                         | 85    |       |
| 23. Dezember | Walter Jaroschka                            | deutscher Archivar, Generaldirektor der Staatlichen Archive Bayerns                                             | 76    |       |
| 24. Dezember | Ian Ballinger                               | neuseeländischer Sportschütze                                                                                   | 83    |       |
| 24. Dezember | Günter Borchert                             | deutscher Geograph                                                                                              | 82    |       |
| 24. Dezember | Ai Iijima                                   | japanische Pornodarstellerin und Autorin japantoday.com                                                         | 36    |       |
| 24. Dezember | Harold Pinter                               | britischer Schriftsteller tagesspiegel.de                                                                       | 78    |       |
| 24. Dezember | Horst Schubert                              | deutscher Journalist                                                                                            | ≈86   |       |
| 24. Dezember | Iwan Tatartschew                            | bulgarischer Politiker und Chefankläger                                                                         | 78    |       |
| 24. Dezember | Manfred Karnetzki                           | deutscher evangelischer Pfarrer                                                                                 | ≈80   |       |
| 24. Dezember | Otto Lange                                  | deutscher Maler und Musiker                                                                                     | ≈84   |       |
| 24. Dezember | Samuel P. Huntington                        | US-amerikanischer Politologe und Autor                                                                          | 81    |       |
| 25. Dezember | Ann Savage                                  | US-amerikanische Schauspielerin derstandard.at                                                                  | 87    |       |
| 25. Dezember | Dickie Jobson                               | jamaikanischer Filmemacher und Künstleragent                                                                    | 67    |       |
| 25. Dezember | Eartha Kitt                                 | US-amerikanische Sängerin und Schauspielerin welt.de                                                            | 81    |       |
| 25. Dezember | Edd Cartier                                 | US-amerikanischer Illustrator nytimes.com                                                                       | 94    |       |
| 25. Dezember | Leopold Hofinger                            | österreichischer Politiker ooev1.orf.at                                                                         | 71    |       |
| 25. Dezember | Olívio Aurélio Fazza                        | Altbischof von Foz do Iguaçu, Brasilien catholic-hierarchy.org                                                  | 83    |       |
| 25. Dezember | Robert Ward                                 | US-amerikanischer Bluessänger und -gitarrist                                                                    | 70    |       |
| 26. Dezember | Bram van Dam                                | Niederländischer Sport- und Ernährungswissenschaftler safs-beta.de                                              | 65    |       |
| 26. Dezember | Eberhard Kneisl                             | österreichischer Skirennläufer trauerhilfe.at                                                                   | 92    |       |
| 26. Dezember | Georg Evers                                 | deutscher Politiker und Gärtner trauer.merkur-online.de                                                         | 88    |       |
| 26. Dezember | Hans-Joachim Fuchs                          | deutscher Koch und Grillweltmeister                                                                             | 64    |       |
| 26. Dezember | Israel Horowitz                             | US-amerikanischer Musikproduzent nytimes.com                                                                    | 92    |       |
| 26. Dezember | Jaroslav Fikejz                             | tschechoslowakischer Leichtathlet                                                                               | 81    |       |
| 26. Dezember | Jean-Marc Ela                               | kamerunischer Theologe und Philosoph mwi-aachen.org                                                             | 72    |       |
| 26. Dezember | Justin Mark Eilers                          | US-amerikanischer Martial-Arts-Kämpfer sherdog.com                                                              | 30    |       |
| 26. Dezember | Philip Egan                                 | US-amerikanischer Designer nytimes.com                                                                          | 88    |       |
| 27. Dezember | Alfred Pfaff                                | deutscher Fußballspieler freiepresse.de                                                                         | 82    |       |
| 27. Dezember | Delaney Bramlett                            | US-amerikanischer Sänger und Songwriter bielertagblatt.ch                                                       | 69    |       |
| 27. Dezember | Gerlinde Dill                               | österreichische Tänzerin und Choreographin                                                                      | 75    |       |
| 27. Dezember | Grit Beer                                   | deutsche Politikerin (CDU), MdL                                                                                 | 74    |       |
| 27. Dezember | Heinrich Pommerenke                         | deutscher Straftäter spiegel.de                                                                                 | 71    |       |
| 27. Dezember | Ian Harland                                 | britischer Theologe und Bischof von Carlisle                                                                    | 76    |       |
| 27. Dezember | Karl Marx                                   | deutscher Maler welt.de                                                                                         | 79    |       |
| 27. Dezember | Lars Hollmer                                | schwedischer Akkordeonist, Keyboarder, Sänger und Komponist                                                     | 60    |       |
| 27. Dezember | Preben Isaksson                             | dänischer Bahnradsportler radsportseiten.net                                                                    | 66    |       |
| 27. Dezember | Robert Graham                               | US-amerikanischer Bildhauer mercurynews.com                                                                     | 70    |       |
| 27. Dezember | Rodrigo Arango Velásquez                    | Altbischof von Buga, Kolumbien eltiempo.com                                                                     | 83    |       |
| 27. Dezember | Roque Cordero                               | panamaischer Komponist daytondailynews.com                                                                      | 91    |       |
| 27. Dezember | Tuanku Jaafar                               | malaysischer König thestar.com.my                                                                               | 86    |       |
| 28. Dezember | A. O. L. Atkin                              | britisch-US-amerikanischer Mathematiker                                                                         | 83    |       |
| 28. Dezember | Gerhard Strohmaier                          | deutscher Fußballspieler anzeigen.stuttgarter-zeitung.de                                                        | 75    |       |
| 28. Dezember | Gunnar Lagergren                            | schwedischer Jurist hd.se                                                                                       | 96    |       |
| 28. Dezember | Günter Möller                               | deutscher Geheimdienst-Funktionär newsticker.welt.de                                                            | 74    |       |
| 28. Dezember | Haralamb Zincă                              | rumänischer Schriftsteller evz.ro                                                                               | 85    |       |
| 28. Dezember | Kenny Mann                                  | US-amerikanischer Jazzmusiker                                                                                   | 81    |       |
| 28. Dezember | Michael Levey                               | britischer Kunsthistoriker                                                                                      | 81    |       |
| 28. Dezember | Toni Burghart                               | deutscher Künstler nuernberg.de                                                                                 | 80    |       |
| 28. Dezember | Vincent Ford                                | jamaikanischer Songwriter jamaica-gleaner.com                                                                   | 68    |       |
| 28. Dezember | Bernhard Ruetz                              | deutscher Richter                                                                                               | 58    |       |
| 29. Dezember | Anne Cavendish-Bentinck                     | britische Adlige und Großgrundbesitzerin                                                                        | 92    |       |
| 29. Dezember | Daniel Nagrin                               | US-amerikanischer Tänzer und Choreograf iltempo.ilsole24ore.com                                                 | 91    |       |
| 29. Dezember | Freddie Hubbard                             | US-amerikanischer Jazz-Trompeter billboard.com                                                                  | 70    |       |
| 29. Dezember | Fritz Mohr                                  | deutscher Politiker, MdL Rheinland-Pfalz volksfreund.de                                                         | 84    |       |
| 29. Dezember | Bernd Nellessen                             | deutscher Journalist                                                                                            | 84    |       |
| 29. Dezember | Gerhard Ruf                                 | Ordensbruder der Minoriten                                                                                      | 81    |       |
| 29. Dezember | Hermann Regner                              | deutscher Musikpädagoge und Komponist klassik.com                                                               | 80    |       |
| 29. Dezember | Horst Giese                                 | deutscher Schauspieler und Hörspielmacher                                                                       | 82    |       |
| 29. Dezember | Michel Vianey                               | französischer Schriftsteller und Filmregisseur                                                                  | 78    |       |
| 29. Dezember | Otto Pammer                                 | österreichischer Fernsehproduzent diepresse.com                                                                 | 82    |       |
| 29. Dezember | Peter Klemm                                 | deutscher Jurist und Staatssekretär dbu.de                                                                      | 80    |       |
| 29. Dezember | Peter von der Heydt Freiherr von Massenbach | deutscher Politiker (CDU), MdB                                                                                  | 70    |       |
| 29. Dezember | Rudi Michel                                 | deutscher Sportjournalist n-tv.de                                                                               | 87    |       |
| 29. Dezember | Siegward Lychatz                            | deutscher Trainingswissenschaftler radsport-forum.de                                                            | 69    |       |
| 29. Dezember | Ted Lapidus                                 | französischer Modeschöpfer de.news.yahoo.com                                                                    | 79    |       |
| 29. Dezember | Werner von Aesch                            | Schweizer Kabarettist bernerzeitung.ch                                                                          | 81    |       |
| 29. Dezember | Zmaga Kumer                                 | jugoslawische bzw. slowenische Musikwissenschaftlerin sigic.si                                                  | 84    |       |
| 30. Dezember | Ante Čičin-Šain                             | kroatischer Ökonom, Nationalbankpräsident und Diplomat vecernji.hr                                              | 73    |       |
| 30. Dezember | Bernie Hamilton                             | US-amerikanischer Filmschauspieler latimes.com                                                                  | 80    |       |
| 30. Dezember | Edgar Voges                                 | deutscher Hochfrequenztechniker und Hochschullehrer waz.trauer.de                                               | 67    |       |
| 30. Dezember | Fritz Feyerherm                             | deutscher Rugby-Union-Spieler, -Schiedsrichter, Sportfunktionär und Lehrer                                      | 73    |       |
| 30. Dezember | Michael Wollenschläger                      | deutscher Rechtswissenschaftler [FAZ]                                                                           | 62    |       |
| 30. Dezember | Paul Hofmann                                | österreichischer Widerstandskämpfer, Journalist und Autor news.yahoo.com                                        | 96    |       |
| 30. Dezember | Roy Saari                                   | US-amerikanischer Schwimmer und Olympiasieger latimes.com                                                       | 63    |       |
| 31. Dezember | Peter Branscombe                            | englischer Literatur-, Musik- und Theaterforscher                                                               | 79    |       |
| 31. Dezember | Charles Domergue                            | französischer Herpetologe, Ornithologe, Naturforscher, Höhlenforscher und Geologe                               | 94    |       |
| 31. Dezember | Rolf Frick                                  | deutscher Politiker fdp-chemnitz.de                                                                             | 72    |       |
| 31. Dezember | Wilhelm Martens                             | deutscher Politiker abendblatt.de                                                                               | 79    |       |
| 31. Dezember | Hernán Oelckers                             | chilenischer Skirennläufer                                                                                      | 83    |       |
| 31. Dezember | Kasbek Pagijew                              | sowjetisch-russischer Staatsmann und Wissenschaftler                                                            | 49    |       |
| 31. Dezember | Fábio Sabag                                 | brasilianischer Schauspieler und Filmregisseur derwesten.de                                                     | 77    |       |
| 31. Dezember | Brad Sullivan                               | US-amerikanischer Schauspieler                                                                                  | 77    |       |
| 31. Dezember | Donald E. Westlake                          | US-amerikanischer Schriftsteller nytimes.com                                                                    | 75    |       |
| Dezember     | Schakir al-Absi                             | Führer der sunnitischen radikal-islamischen Untergrundorganisation Fatah al-Islam                               |       |       |